# Acanthochitona brookesi
Acanthochitona brookesi is een keverslakkensoort uit de familie van de Acanthochitonidae. De wetenschappelijke naam van de soort is voor het eerst geldig gepubliceerd in 1926 door Ashby.